# Makay Gusztáv
Makay Gusztáv (Pécs, 1910. március 12. – Budapest, 1984. december 2.) magyar irodalomtörténész, kritikus, egyetemi tanár.

## Életpályája
A pécsi ciszterci gimnáziumban érettségizett. 1933-ban Eötvös-kollégistaként magyar-francia szakos diplomát szerzett a budapesti egyetemen. Ezután egy évig Párizsban tanult ösztöndíjjal. 1935-ben Egerben oktatott. Pécsett 1936-ban tanított. 1937-ben doktorált. 1941-1975 között az ELTE gyakorló gimnáziumában vezetőtanár és az irodalomtanítás módszertanának tanára az ELTE-n. 1975-től a szombathelyi és az Egri Tanárképző Főiskola levelező hallgatóinak képzésében vett részt.
Ady Endre, Tóth Árpád, József Attila és Illyés Gyula költészetével foglalkozott.

## Művei
- A halál költészete a magyar lírában Vörösmartytól Adyig (1937)
- Illyés Gyula (1940)
- József Attila (1941)
- Babits Mihály a Szellem költője (1941)
- Hogyan olvassunk? (Dallos Györggyel, 1952)
- A szabadságharc és az elnyomatás kora irodalmának középiskolai tanítása (Kanizsai-Nagy Antallal és Szilágyi Péterrel, 1956)
- A kiegyezés kora irodalmának középiskolai tanítása (Hársing Lajossal és T. Tedeschi Máriával, 1958)
- "Édes hazám, fogadj szívedbe!" (versértelmezések, 1959)
- A XX. századi magyar irodalom tanítása a középiskolában (T. Tedeschi Máriával és Tímár Györggyel, 1960)
- Irodalomtanítás (1964, 1967)
- Tóth Árpád (1967)
- Tanári kézikönyv az irodalom tanításához a gimnáziumok és szakközépiskolák II. osztályában (1969)
- Egy személyiség fejlődése (önéletrajzi vázlat, 1985)